# Elezioni primarie del Movimento 5 Stelle del 2017
Le elezioni primarie del Movimento 5 Stelle del 2017 si sono tenute venerdì 22 settembre, che hanno eletto il leader del partito in occasione delle elezioni politiche del 2018.
L'elezioni portò alla vittoria dell'allora vicepresidente della Camera Luigi Di Maio, che è stato eletto Capo Politico del movimento e candidato alla Presidenza del Consiglio.

## Quadro politico
Il capo politico del Movimento 5 Stelle uscente Beppe Grillo, aveva dichiarato di voler guidare la campagna elettorale per le elezioni parlamentari 2018, ma non sarebbe stato il candidato alla Presidenza del Consiglio dei ministri, perciò propose come candidato l'allora vicepresidente della Camera dei deputati Luigi Di Maio. Di Maio era considerato il politico del M5S più pragmatico e istituzionale, ma anche il meno populista.
Nessun altro esponente di spicco del M5S, come Alessandro Di Battista o Roberto Fico, si è candidato alla carica.
Il suo avversario era la senatrice M5S e vicepresidente della 9ª Commissione Agricoltura e produzione agroalimentare Elena Fattori.

## Candidati
| Nominativo | Nominativo | Nominativo    | Cariche                                                                                                 |
| ---------- | ---------- | ------------- | --- |
|            |            | Luigi Di Maio | - Deputato della Repubblica italiana (2013-2022) - Vicepresidente della Camera dei deputati (2013-2018) |
|            |            | Elena Fattori | - Senatrice della Repubblica italiana (2013-2022)                                                       |

## Risultati
| Candidati     | Voti   | %     |
| ------------- | ------ | ----- |
| Luigi Di Maio | 30.936 | 81,66 |
| Elena Fattori | 3.596  | 9,60  |
| Totale        | 37.442 | 100,0 |

|               |               |  |        |        |
| ------------- | ------------- |  | ------ | ------ |
| Di Maio       | Di Maio       |  | 82,62% | 82,62% |
| Fattori       | Fattori       |  | 9,60%  | 9,60%  |
| Piseddu       | Piseddu       |  | 3,77%  | 3,77%  |
| Novi          | Novi          |  | 1,45%  | 1,45%  |
| Zordan        | Zordan        |  | 1,00%  | 1,00%  |
| Cicchetti     | Cicchetti     |  | 0,73%  | 0,73%  |
| Frallicciardi | Frallicciardi |  | 0,45%  | 0,45%  |
| Ispirato      | Ispirato      |  | 0,27%  | 0,27%  |

## Aspetti critici
Le primarie hanno suscitato molte critiche da parte di altri partiti come Partito Democratico, Lega Nord e Forza Italia che consideravano queste elezioni una farsa con l'unico scopo di nominare Di Maio come candidato M5S senza alcun vero sfidante, essendo gli altri candidati pressoché sconosciuti.